# Мавзолей Худай-Назар-овлия
Мавзолей Худай-Назар-овлия (Худайназар-овлия) — остатки мавзолея (мазар) в 28 километрах к северу от Мерва (Туркменистан), построенный над могилой Худай-Назар-овлия. Стилистически близок ему мавзолей Мухаммеда ибн Зейда в Мерве.
Памятник причисляется к немногочисленным центрическим усыпальницам — чортакам Средней Азии XI—XII веков.

## История
По оценке исследователей мавзолей построен в XI—XII веках над могилой Худай-Назар-овлия. Был открыт и впервые изучен в 1951 году.

## Архитектура
Здание, ныне почти совсем разрушенное, было построено из сырца и снаружи облицовано жжёным кирпичом на глиняном растворе. Единственным сохранившимся фасадом оно было обращено на юго-запад, от боковых фасадов уцелели угловые, примыкающие к этому фасаду части, — прочие части и весь задний фасад сохранились только в основе и, видимо, позже были достроены сырцом. Квадратный зал был перекрыт сырцовым куполом на октагоне тромпов, сложенных, как и стены, из сырца.
Сохранившийся фасад представлял собой подобие портала: неглубокая арочная ниша входа шириной 3,9 метров фланкирована двумя узкими нишами такой же высоты. Этот трехарочный центр был вписан в широкую прямоугольную раму, главную внутреннюю часть которой украшал геометрический рельефный узор: удлиненные диагональные пятиугольники, цепочки квадратиков и полукресты в чётком сочетании. Обрамления этой ленты, тимпаны средней арки и щипцовая стена входной ниши до основания арки облицованы кладкой «парами» с резными вертикальными вставками различного рисунка. Щипец же самой арки был украшен мелкой терракотовой мозаикой в технике сложной кладки «лесенкой» с резными вставками, имел в основании тройной пояс резной терракоты и был плавно изогнут так, что его края слегка нависали над внутренними углами входной ниши.